# Liste de bandes dessinées en ligne
 (janvier 2024).
Notoriété des bandes dessinées en ligne.
Cette liste n'ayant pas vocation à être exhaustive, il est conseillé de prendre connaissance des critères de notoriété des bandes dessinées en ligne avant tout nouvel ajout. Vous pouvez débattre des entrées pouvant être insérées sur la page de discussion.

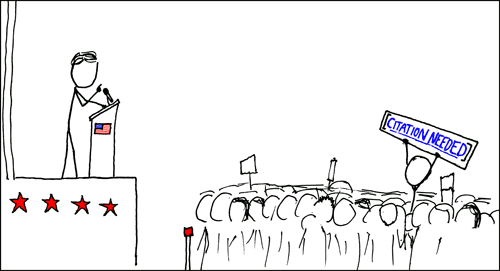
xkcd - Protestataire wikipédien (le panneau indique « référence nécessaire »)

Cet article présente une liste des bandes dessinées en ligne notables, ou webcomics, classés par années. Elle ne se veut pas exhaustive.

## Décennie 1980

### 1986
| Nom original                            | Jour et mois de lancement                                   | État/Date d'arrêt | Premier auteur | Site Internet | Genres | Version imprimée |
| --------------------------------------- | ----------------------------------------------------------- | ----------------- | -------------- | ------------- | ------ | ---------------- |
| T.H.E. Fox (aussi connu comme Thaddeus) | Inconnus (d'abord sur CompuServe, Q-Link et puis sur GEnie) | 1998              | Joe Ekaitis    | /             | Humour | /                |

## Décennie 1990
| Sommaire : | - Haut - 1993 - 1994 - 1995 - 1996 - 1997 - 1998 - 1999 |

### 1991
| Nom original                | Jour et mois de lancement        | État/Date d'arrêt | Premier auteur | Site Internet | Genres | Version imprimée |
| --------------------------- | -------------------------------- | ----------------- | -------------- | ------------- | ------ | ---------------- |
| Where the Buffalo Roam (en) | 1991 sur Usenet, 1993 sur le web | 1995              | Hans Bjordahl  | (en)          | Humour | /                |

### 1993
| Nom original | Jour et mois de lancement | État/Date d'arrêt | Premier auteur | Site Internet | Genres | Version imprimée |
| ------------ | ------------------------- | ----------------- | -------------- | ------------- | ------ | ---------------- |
| Doctor Fun   | 24 septembre              | 9 juin 2006       | David Farley   | (en) (fr)     | Humour | Non              |

### 1997
| Nom original  | Jour et mois de lancement | État/Date d'arrêt | Premier auteur         | Site Internet | Genres | Version imprimée |
| ------------- | ------------------------- | ----------------- | ---------------------- | ------------- | ------ | ---------------- |
| Dork Tower    | Janvier                   | En cours          | John Kovalic           | (en)          | /      | Oui              |
| PhDComics     | 27 octobre                | En cours          | Jorge Cham             | (en)          | /      | Oui              |
| User Friendly | 17 novembre               | En cours          | J.D. Frazer ("Illiad") | (en)          | /      | Non              |

### 1998
- (en)Ozy and Millie par D. C. Simpson (29 avril 1998 – 23 décembre 2008)
- (en)PvP par Scott Kurtz (4 mai 1998 – ..)

## Décennie 2000
| Sommaire : | - Haut - 2000 - 2001 - 2002 - 2003 - 2004 - 2005 - 2006 - 2007 - 2008 - 2009 |

### 2000
| Nom original | Jour et mois de lancement | État/Date d'arrêt | Premier auteur                | Site Internet | Genres              | Version imprimée |
| ------------ | ------------------------- | ----------------- | ----------------------------- | ------------- | ------------------- | ---------------- |
| Fetus-X      | 28 février                | En cours          | Eric Millikin et Casey Sorrow | (en)          | /                   | Oui              |
| Megatokyo    | 14 août                   | En cours          | Fred Gallagher                | (en), (fr)    | Manga               | Oui              |
| Sinfest      | 17 janvier                | En cours          | Tatsuya Ishida                | (en)          | Fantastique, Humour | Oui              |

### 2001
| Nom original       | Jour et mois de lancement | État/Date d'arrêt | Premier auteur | Site Internet | Genres  | Version imprimée |
| ------------------ | ------------------------- | ----------------- | -------------- | ------------- | ------- | ---------------- |
| Lapin              | 2 avril                   | En cours          | Phiip          | (fr) (en)     | Humour  | Oui              |
| Elftor             | 30 juillet                | 6 octobre 2004    | Alex           | (en), (fr)    | Fantasy | Oui              |
| Venus Envy         | 6 novembre                | 25 novembre 2009  | Erin Lindsey   | (en)          | /       | Non              |
| Sheldoncomics (en) | 30 novembre               | En cours          | Dave Kellett   | (en)          | /       | Oui              |

### 2002
| Nom original                      | Jour et mois de lancement | État/Date d'arrêt | Premier auteur               | Site Internet | Genres                                     | Version imprimée |
| --------------------------------- | ------------------------- | ----------------- | ---------------------------- | ------------- | ------------------------------------------ | ---------------- |
| El Goonish Shive                  | 21 janvier                | En cours          | Dan Shive                    | (en)          | Humour, Aventure, Science-fiction, Fantasy | Oui              |
| The Lounge                        | 1er juin                  | En cours          | John Joseco, Jamie MacKenzie | (en)          | Manga                                      | Non              |
| Saturday Morning Breakfast Cereal | 5 septembre               | En cours          | Zach Weiner                  | (en), (fr)    | Humour                                     | Oui              |
| White Ninja                       | 15 octobre                | En cours          | Kent Earle, Scott Bevan      | (en), (fr)    | Humour                                     | Oui              |
| Ctrl+Alt+Del                      | 23 octobre                | En cours          | Tim Buckley                  | (en)          | Humour                                     | Oui              |

### 2003
| Nom original         | Jour et mois de lancement | État/Date d'arrêt | Premier auteur            | Langue | Genre           | Version imprimée |
| -------------------- | ------------------------- | ----------------- | ------------------------- | ------ | --------------- | ---------------- |
| Dinosaur Comics      | 1er février               | En cours          | Ryan North                | (en)   | Humour          | Non              |
| Questionable Content | 1er août                  | En cours          | Jeph Jacques              | (en)   | Humour          | Non              |
| OOTS (en)            | 30 septembre              | En cours          | Rich Burlew               | (en)   | Humour, Fantasy | Oui              |
| Applegeeks           | Inconnus                  | En cours          | Hawk et Ananth Panagariya | (en)   | Humour          | Oui              |

### 2004
| Nom original | Jour et mois de lancement | État/Date d'arrêt | Premier auteur | Langue | Genre                         | Version imprimée |
| ------------ | ------------------------- | ----------------- | -------------- | ------ | ----------------------------- | ---------------- |
| Misfile      | 21 mars                   | En cours          | Chris Hazelton | (en)   | Comédie, Drame, Action, Amour | Oui              |
| The noob     | Juin                      | En cours          | Gianna Masetti | (en)   | Humour                        | Oui              |
| Maliki       | Septembre                 | En cours          | Souillon       | (fr)   | Manga                         | Oui              |

### 2005
| Nom original                                       | Jour et mois de lancement | État/Date d'arrêt | Premier auteur           | Langue     | Genre                | Version imprimée |
| -------------------------------------------------- | ------------------------- | ----------------- | ------------------------ | ---------- | -------------------- | ---------------- |
| Le Blog de Frantico                                | 1er janvier               | 15 octobre        | Frantico                 | (fr)       | Humour               | Oui              |
| Concerned                                          | 1er mai                   | 31 octobre 2006   | Cristopher C. Livingston | (en)       | Humour, Informatique | Non              |
| Monsieur le chien                                  | 1er août                  | En cours          | monsieur le chien        | (fr)       | Humour               | Oui              |
| xkcd                                               | 29 septembre              | En cours          | Randall Munroe           | (en), (fr) | Humour               | Oui              |
| Virginie, une histoire qui sent la colle Cléopâtre | 3 octobre                 | 25 octobre        | kek                      | (fr)       | Roman d'amour        | Oui              |

### 2006
| Nom original     | Jour et mois de lancement | État/Date d'arrêt | Premier auteur  | Langue | Genre  | Version imprimée |
| ---------------- | ------------------------- | ----------------- | --------------- | ------ | ------ | ---------------- |
| Les Petits riens | Inconnus                  | En cours          | Lewis Trondheim | (fr)   | Humour | Oui              |

### 2007
| Nom original                       | Jour et mois de lancement | État/Date d'arrêt | Premier auteur | Langue     | Genre                | Version imprimée |
| ---------------------------------- | ------------------------- | ----------------- | -------------- | ---------- | -------------------- | ---------------- |
| The Abominable Charles Christopher | 20 juin                   | En cours          | Karl Kreschl   | (en), (fr) | Animaux, Fantastique | Oui              |

### 2008
| Nom original | Jour et mois de lancement | État/Date d'arrêt | Premier auteur | Langue | Genre           | Version imprimée |
| ------------ | ------------------------- | ----------------- | -------------- | ------ | --------------- | ---------------- |
| Entre-Monde  | septembre                 | En cours          | Yanouch        | (fr)   | Science-fiction | Oui              |

### 2009
| Nom original    | Jour et mois de lancement | État/Date d'arrêt | Premier auteur                    | Site Internet | Genres          | Version imprimée |
| --------------- | ------------------------- | ----------------- | --------------------------------- | ------------- | --------------- | ---------------- |
| Le Geektionnerd | 11 avril                  | 7 novembre 2014   | Simon « Gee » Giraudot            | (fr)          | Humour          | Oui              |
| The Oatmeal     | 6 juillet                 | En cours          | Matthew Inman                     | (en)          | Humour          | Oui              |
| Bludzee         | 1er août                  | 31 juillet 2010   | Lewis Trondheim                   | multilangues  | Humour          | Oui              |
| Death Day       | 1er novembre              | En cours          | Sam Hiti                          | (en)          | Science-fiction | Oui              |
| Axe Cop         | 25 décembre               | En cours          | Malachai Nicolle et Ethan Nicolle | (en)          | Action, Parodie | Oui              |

On peut[évasif] y ajouter les milliers de bandes dessinées de la plate-forme Gnomz de 2004 à 2010.

## Décennie 2010
| Sommaire : | - Haut - 2010 - 2011 - 2012 - 2013 - 2014 |

### 2010
| Nom original      | Jour et mois de lancement | État/Date d'arrêt | Premier auteur | Langue | Genre                 | Version imprimée |
| ----------------- | ------------------------- | ----------------- | -------------- | ------ | --------------------- | ---------------- |
| Amilova           | Novembre                  | En cours          | Kervel         | (fr)   | Science-fiction Manga | Oui              |
| Penguin loves Mev | 31 mai                    | En cours          | Penguin        | (ko)   | Humour                | Oui              |

### 2013
| Nom original      | Jour et mois de lancement | État/Date d'arrêt | Premier auteur | Langue | Genre  | Version imprimée |
| ----------------- | ------------------------- | ----------------- | -------------- | ------ | ------ | ---------------- |
| Sarah's Scribbles |                           | En cours          | Sarah Andersen | en     | Humour | Oui              |